# Evelyn Beatrice Hall
Evelyn Beatrice Hall (28. září 1868 – 13. dubna 1956), píšící pod pseudonymem S. G. Tallentyre, byla anglická spisovatelka, známá především jako autorka životopisu o Voltairovi The Life of Voltaire, poprvé vydaného v roce 1903. Je taktéž autorkou knihy The Friends of Voltaire, kterou dokončila v roce 1906.
Ve svém díle The Friends of Voltaire napsala větu „Nesouhlasím s tím, co říkáte, ale budu do smrti bránit vaše právo to říkat.“ jako ilustraci Voltairových přesvědčení. Tato citace – často nesprávně přisuzovaná samotnému Voltairovi – je často používána pro popis principu svobody projevu.